# Mallory: Circumstantial Evidence
Mallory: Circumstantial Evidence es una película de drama de 1976, dirigida por Boris Sagal, escrita por Tom Greene, Joseph Gunn y Joel Oliansky, musicalizada por James Di Pasquale, en la fotografía estuvo Russell Metty y los protagonistas son Raymond Burr, Robert Loggia y Roger Robinson, entre otros. El filme fue realizado por Crescendo Productions, R.B. Productions y Universal Television, se estrenó el 8 de febrero de 1976.

## Sinopsis
Mallory defiende al sobrino de un empresario, detenido por agarrar su auto. Más adelante el muchacho asesina a un preso que trató de violarlo. Mallory tiene que defenderlo, mientras batalla contra el despacho de un fiscal corrupto que desea que le vaya mal en el caso.